# Il pensiero mazziniano
Il pensiero mazziniano è un periodico italiano edito dall'Associazione mazziniana italiana. Il primo numero uscì clandestinamente il 10 luglio 1944, in esso si può leggere:
Nel marzo del 1946 Terenzio Grandi, membro dirigente a livello nazionale della neocostituita Associazione mazziniana italiana, "getta le basi dell'organo ufficiale di stampa, ultimo e più fortunato tra le sue iniziative pubblicistiche, Il pensiero mazziniano". Il primo numero esce il 15 luglio e per ben diciotto anni sarà diretto sempre dal Grandi, passandolo poi alla direzione di Vittorio Parmentola.
Dal 1976 è direttore Luigi Bisicchia che successivamente, negli anni ottanta, passa il testimone a Piergiovanni Permoli. Dal 1997 al 2004 direttore è lo storico Sauro Mattarelli.
Nel 2004 alla rivista, che diventa quadrimestrale, gli si affianca il supplemento L'azione mazziniana e dal numero 2 dello stesso anno il giornalista Pietro Caruso ne diventa l'attuale direttore.